# Constanze Langer
Constanze Langer (geboren im 20. Jahrhundert in Hessen) ist eine deutsche Industriedesignerin und Professorin für Visual Interface Design am Institut für angewandte Forschung Urbane Zukunft der Fachhochschule Potsdam (FH Potsdam). Sie ist seit 2021 Vizepräsidentin für Digitalisierung und Internationales an der Fachhochschule Potsdam und kooperiert im Rahmen ihrer Forschungsprojekte mit der Taiwanische Nationaluniversität für Naturwissenschaften und Technik (NTUT) in Taipeh.

## Werdegang
Constanze Langer studierte von 1999 bis 2004 den Diplom-Studiengang Industriedesign an der Hochschule Magdeburg-Stendal mit Auslandsaufenthalten in Belgien und England. Ihre Studienschwerpunkte lagen im Bereich Interfacedesign und Interaktionsdesign. Sie schloss ihr Studium mit dem Master 2007 ab. Schon während des Studiums verband sie die Fachgebiete Design, Elektrotechnik und Informatik. Anschließend, in drei Jahren als wissenschaftliche Mitarbeiterin, baute sie neben ihren Lehrverpflichtungen den weiterbildenden Masterstudiengang Cross Media in Magdeburg mit auf.
Sie arbeitete in der Soft- und Hardwareentwicklung. Für mehrere Fraunhofer Institute sowie die Max-Planck-Gesellschaft bearbeitete sie Aufträge im Bereich Informationsgrafik und Wissenschaftskommunikation.
Im Oktober 2012 wurde Langer Vertretungsprofessorin an der Fachhochschule Potsdam und bekam dort ein halbes Jahr später einen Ruf als Professorin für Visual Interface Design. Sie hatte im Fachbereich unterschiedliche Funktionen, etwa als Mitglied des Fachbereichsrats, dezentrale Gleichstellungsbeauftragte und Studiengangsleiterin für Interfacedesign. Sie war von 2018 bis 2020 Prodekanin des Fachbereichs Design. Seit 2022 ist sie Vizepräsidentin für Digitalisierung und Internationales der Fachhochschule Potsdam.
Seit 2020 ist sie Honorarprofessorin an der Taiwanische Nationaluniversität für Naturwissenschaften und Technik (NTUT) in Taipeh.

## Forschungsschwerpunkte und -projekte
Langer ist Mitglied im Interaction Design Lab (IDL), einer Forschungs- und Transfereinrichtung des Fachbereichs Design der Fachhochschule Potsdam, das interdisziplinär arbeitet. Sie entwickelt und evaluiert in ihren Forschungsprojekten Formate, die den informierten Umgang mit Daten sowie interkulturelle, künstlerische Analyse- und Synthesepraktiken der Gestaltung beinhalten.
Von 2016 bis 2018 entwickelte sie unter dem Projektnamen Design 0815 Methoden der Designforschung und ihren Transfer in Designcurricula weiter. Von 2020 bis 2022 legte sie den Forschungsschwerpunkt auf das Thema DataSkop – Was passiert mit meinen Daten?. In einer Kooperation der Fachhochschule Potsdam, der Europa-Universität Viadrina (Frankfurt an der Oder), der Universität Paderborn, den Firmen AlgorithmWatch und Mediale Pfade, den Visual Designern Christopher Pietsch und Khari Slaughter war Langer Mitglied der Projektleitung. Dabei wurde mit Hilfe von Datenspenden die Reaktionsweise unterschiedlicher Plattformen wie TikTok, YouTube, Mozilla Rally oder Openschufa untersucht. Von 2021 bis 2022 wurde im Rahmen des Projektes FL²@Int'lFlex und dem DAAD-Programm HAW.International Modul A forschendes Lehren und Lernen im internationalen Kontext unter die Lupe genommen. Von 2021 bis 2002 wandte sie sich dem Projekt Unfolding Spaces zu. Dabei ging es um die Entwicklung einer englischsprachigen Online-Lehrveranstaltung zwischen dem Fachbereich Design der Fachhochschule Potsdam und dem College of Design an der Partnerhochschule NTUT in Taipeh.

## Mitgliedschaften und Gremien
- seit 2022: Beiratsmitglied des Weizenbaum Instituts[12]

## Publikationen (Auswahl)

### Monografien
- mit Swen Schmeißer, Holger Krübel: Erstellung eines echtzeitfähigen 3D-Modells für ein Automatisierungsprojekt = Creating a reals-time 3D-model of an automation-project. Diplomarbeit. 2013, OCLC 910519904.

### Artikel
- mit Andreas Raab, Christine Strothotte, Carola Zwick: Wouldn't you like to have your own studio in Croquet? In: 4th International Conference on Creating, Connecting and Collaborating through Computing. Januar 2006, S. 150 ff., doi:10.1109/C5.2006.44.
- mit Moritz Kemper, Christine Strothotte: The PresenceDetector: Context Awareness for Collaboration. In: Seventh International Conference on Creating, Connecting and Collaborating through Computing. 2009, S. 95 ff., doi:10.1109/C5.2009.7.
- mit Daniel Frank, Steffi Hußlein, Peter Klein, Henrik Rieß: inDAgo-Helfer-App. In: i-com. Band 13, 1. Dezember 2014, ISSN 1618-162X, S. 43, doi:10.1515/icom.2014.0029.
- mit Jan Schröter, Steffi Hußlein: „Da haste den Salat“ Lokale Vernetzung gegen Lebensmittelverschwendung. In: Mensch und Computer. 28. Januar 2015, doi:10.1515/9783110443882-034.
- mit Matthias Beyrow, Marion Godau, Frank Heidmann, Reto Wettach, Harald A. Mieg: Inquiry-Based Learning in Design. In: Harald A. Mieg (Hrsg.): Inquiry-Based Learning - Undergraduate Research. The German Multidisciplinary Experience. 2019, ISBN 978-3-03014222-3, S. 239–247, doi:10.1007/978-3-030-14223-0_22.
- mit A. Michel, F. Heidmann: Design trifft Informationswissenschaft. Eine Diskussion zum Wandel zweier Disziplinen im Kontext der Digitalisierung. In: Information – Wissenschaft & Praxis. Band 71, 1. April 2020, ISSN 1434-4653, S. 86–94, doi:10.1515/iwp-2020-2072.